# Cross City
Cross City är administrativ huvudort i Dixie County i den amerikanska delstaten Florida. Ortnamnet har med det att göra att orten grundades på en plats där två vägar korsades. Området hörde tidigare till Lafayette County. Dixie County grundades 1921 och Cross City utsågs till huvudort i det nya countyt. Countyt har haft ett flygfält, Cross City Airport, sedan 1940.